# Акваско (Мериленд)
Акваско (енгл. Aquasco) насељено је место без административног статуса у америчкој савезној држави Мериленд.

## Демографија
По попису из 2010. године број становника је 981.
| Група             | 2000.    | 2010.       |
| Белци             | 0 (0,0%) | 525 (53,5%) |
| Афроамериканци    | 0 (0,0%) | 422 (43,0%) |
| Азијати           | 0 (0,0%) | 2 (0,2%)    |
| Хиспаноамериканци | 0 (0,0%) | 15 (1,5%)   |
| Укупно            | 0        | 981         |